# Залозье (Тверская область)
Залозье — деревня в Пеновском районе Тверской области.

## География
Находится в западной части Тверской области на расстоянии приблизительно 12 км на север-северо-запад по прямой от районного центра поселка Пено на западном берегу озера Вселуг.

## История
Деревня была показана на карте 1825 года. В 1859 году здесь было учтено 30 дворов, в 1939 — 51. До 2020 года входила в Чайкинское сельское поселение (Тверская область) Пеновского района до их упразднения.

## Население
Численность населения: 189 человек (1859 год), 4 (русские 100 %) в 2002 году, 9 в 2010.